# Escálamo

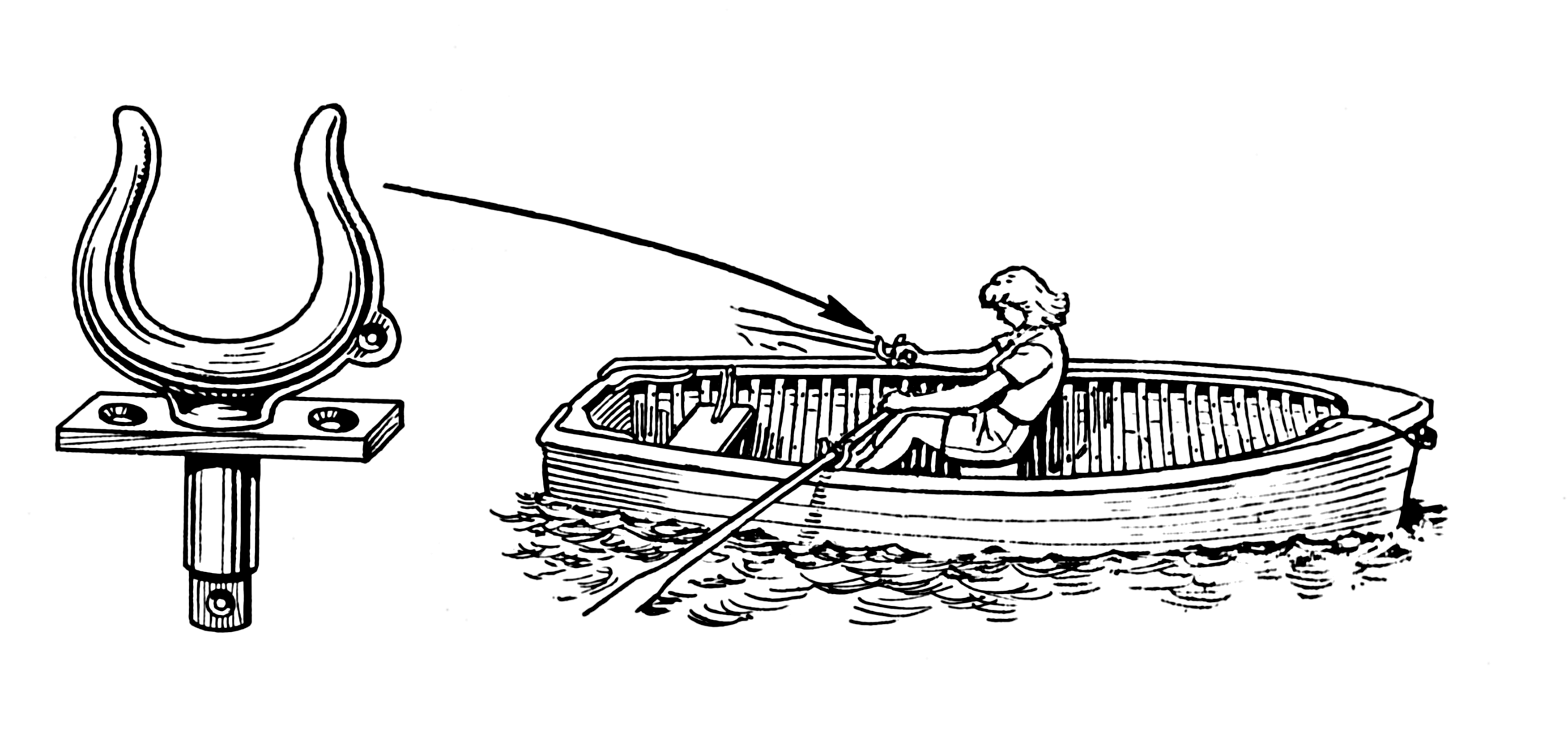
Esquema.

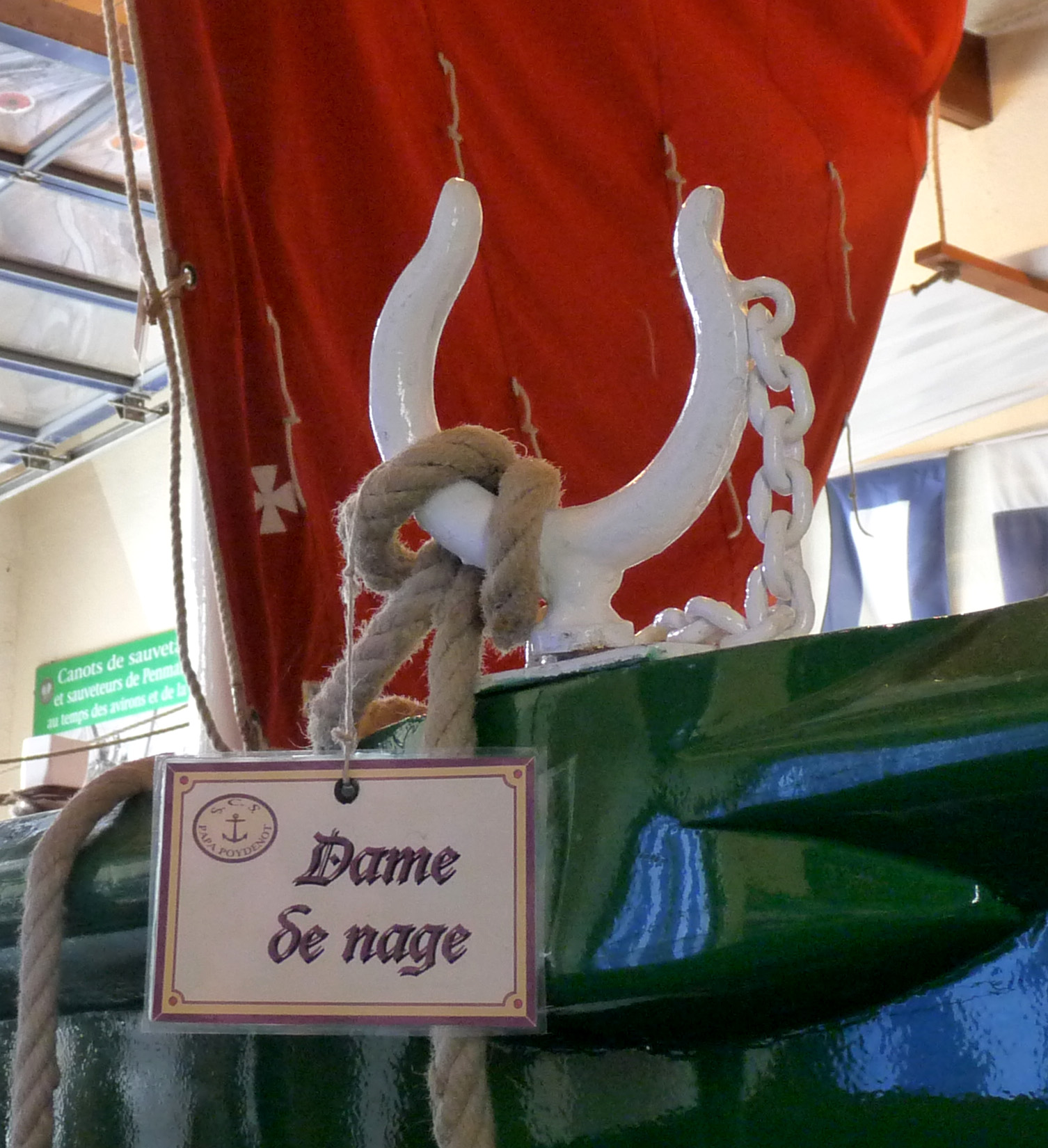
Escálamo de un bote salvavidas de 1900 reconstruido (Faro de Eckmühl, Finisterre).

En náutica, el escálamo es una cabilla de hierro, bronce o madera dura, asegurada en la tapa regala de una embarcación menor, sobresaliendo de ella poco más de un decímetro y que sirve como punto de apoyo al remo, a cuyo fin se conecta éste a ella por medio de un estrobo de cáñamo que abraza a ambos. Durante el movimiento del remero juega el papel de pivote y transfiere a la embarcación la reacción creada por la palada del remo.

## Descripción
Se abre con una rueda de plástico, que se puede atornillar y desatornillar, fijados sobre una barra metálica.
Los escálamos, generalmente, se fijan sobre la borda. En algunas embarcaciones estrechas, como los barcos de remos, se montan en los extremos de los estabilizadores.
Habitualmente, tienen forma de u, cerrados en su extremidad superior por una barrita móvil. Son sujetados a un eje vertical sobre el que pueden pivotar para seguir el movimiento del remo.
Este término, propio del vocabulario marino, se popularizó en Francia en 2007 por la publicación de la novela de Bernard Giraudeau, Les Dames de nage. En 1995 una exposición dedicada a la artista-pintora Monique Frydman en el Museo de Bellas Artes de Caen se titulaba Les dames de nage, 1992-1995. Dames de nage es también el título de una recopilación de noticias de Jan Rozmuski publicada en 2004.
También se da tal nombre a dos cabillas o piezas de madera fijadas a la tapa de regala a una distancia suficiente para que entre ellas pueda moverse el remo, sin excesiva holgura, al bogar. La primera cabilla se llama tolete y la segunda dama.